# Sobre el dicho: esto puede ser correcto en la teoría pero no vale para la práctica
Sobre el dicho común: Esto puede ser cierto en teoría, pero no es adecuado para la práctica (en alemán: Über den Gemeinspruch: Das mag in der Theorie richtig sein, taugt aber nicht für die Praxis), abreviado como Teoría y práctica, es un tratado del filósofo prusiano Immanuel Kant. El texto apareció en septiembre de 1793 en el Berlin Monthly, editado por Johann Erich Biester. En él, Kant responde a las críticas de Christian Garve a su ética. Garve había acusado a Kant de decir que su ética era demasiado abstracta e inviable, ya que establecía deberes incondicionales que no tenían en cuenta los sentimientos. Kant amplía su respuesta en una segunda y tercera parte con comentarios sobre la filosofía política en relación con el derecho constitucional, subtitulado “Contra Hobbes” y con el derecho internacional, subtitulado “Contra Moses Mendelssohn”.

## Contenido
En el contexto del ensayo de Kant, "teoría" significa filosofía, y "práctica" significa su aplicación. Por tanto, el dicho podría tomarse como un ataque a la "filosofía aplicada". Kant responde de la siguiente forma:

[P]uede haber teóricos que nunca en su vida pueden llegar a ser prácticos porque carecen de juicio, por ejemplo, médicos o juristas a los que les fue bien en sus estudios pero que se sienten perdidos cuando tienen que dar una opinión experta. Pero incluso cuando este talento natural está presente, todavía puede haber una deficiencia en las premisas, es decir, una teoría puede ser incompleta y, quizás, solo puede complementarse mediante la participación en más experimentos y experiencias, a partir de los cuales el médico recién formado, agrónomo, o el economista puede y debe abstraer nuevas reglas para sí mismo y completar su teoría. En tales casos, no fue culpa de la teoría si era de poca utilidad en la práctica, sino de que no hubo suficiente teoría que el hombre en cuestión debería haber aprendido de la experiencia y que es verdadera teoría incluso si no está en un posición para enunciarlo él mismo y, como maestro, exponerlo sistemáticamente en proposiciones generales, y por lo tanto no puede reclamar el título de médico teórico, agrónomo y similares. Por lo tanto, nadie puede pretender ser prácticamente competente en una ciencia y, sin embargo, despreciar la teoría sin declarar que es un ignorante en su campo.
Kant. Sobre el dicho: esto puede ser correcto en la teoría pero no vale para la práctica (Ak. VIII, 276).

Kant justifica su enfoque de desarrollar reglas a priori a partir de la razón pura y enfatiza que estas reglas de la razón tienen relaciones claramente definidas con los sentimientos en la ética (Parte I), la tradición política (Parte II) e intereses nacionales en la política (Parte III). El deber no pretende reemplazar los impulsos naturales para la acción, sino regularlos para que puedan ser perseguidos apropiadamente. Sin embargo, las reglas prácticas adicionales no deben aceptarse como una fuerza mediadora entre la teoría y la práctica, porque éstas siempre solo completan la teoría. En cambio, el poder de juicio hace la transición.

### Parte I: En la moral en general (contra Garve)
La respuesta de cada niño a la pregunta de si un albacea debe devolver la herencia a los ignorantes herederos correctos, incluso si son ricos y pródigos, muestra que la práctica de la moralidad está muy a la altura de la teoría de la moralidad, pero él mismo es pobre y razonable. Actuar inmoralmente (contra el deber de uno) conlleva penas mucho mayores que actuar ilegalmente. El hombre tiene por lo tanto una comprensión muy fuerte de lo que es moral. Lo que una vez se ha aprendido (teóricamente) sobre la moral, por lo tanto, siempre se aplica a la comprensión práctica.

### Parte II: En el derecho político (contra Hobbes)
Sólo una constitución civil es un contrato entre personas libres. Consta de: 
1. La libertad como hombre, es decir, que cada uno puede buscar la felicidad a su manera;
2. la igualdad como súbdito, es decir, todas las personas tienen los mismos derechos y oportunidades (excepto el jefe de Estado);
3. y la independencia como ciudadano, es decir, Los ciudadanos deben poder hacer sus propias leyes (a través de representantes).

El contrato original (contrato social) fue celebrado una vez por el pueblo (pensamiento). El pueblo no tiene derecho a resistir cuando está en juego su felicidad, pues la meta superior es la justicia. A cambio, el líder no puede promulgar ninguna ley que restrinja la libertad, la igualdad o la autonomía de las personas (no debe violar el contrato original). Pero incluso si lo viola, la gente no tiene derecho a resistir, ya que eso los conduciría a un estado sin ley. Sin embargo, los ciudadanos tienen libertad de opinión y publicación.

### Parte III: En el derecho internacional (contra Moses Mendelssohn)
Kant acepta de Mendelssohn que la humanidad está comprometida en una progresión moral para mejorar. Hay que aceptar eso, ya que la gente vive, trabaja, aprende, educa y enseña por ello. Cuanto más hay de bueno, más poderoso se vuelve y, en última instancia, puede expulsar a lo malo. El bien se sostiene a sí mismo. Muchos se burlarían de la idea de la Sociedad de Naciones como una teoría hermosa pero poco práctica; Kant, por otro lado, enfatiza la posibilidad de su realizabilidad.